# BDMV
BDMV（Blu-ray Disc Movie、BD-MV）とは光ディスクメディアで利用されるアプリケーションフォーマットの一種で、Blu-ray Disc（BD）の読み出し専用規格である「BD-ROM」で用いられている。
DVD規格でのDVD-Videoフォーマットに相当する。なお、BDMVの同意義語と言えるものにBD-Videoがある。市販BDソフトの規格の表現ではBD-Video（BDビデオ）と通称で呼ぶこともあるが、記録形式（記録フォーマット）などの分野ではBDMVと呼ぶことが一般的である。

## 使用できるコーデック及びプロファイル
- MPEG-2: MP@HL and MP@ML
- MPEG-4AVC: HP@4.1/4.0 and MP@4.1/4.0/3.2/3.1/3.0
- VC-1: AP@L3 and AP@L2

## 使用できる解像度
- HD(16:9)
  - 1920x1080/59.94i,50i  (59.94,50Hzフィールド走査。フレーム換算29.97,25fps、1フレーム=2フィールドインタレース）
  - 1920x1080/24p,23.976p (24,23.976フレーム/秒、1フレーム=1プログレッシブ。）
  - 1440x1080/59.94i,50i  (59.94,50Hzフィールド走査。フレーム換算29.97,25fps、1フレーム=2フィールドインタレース）
  - 1440x1080/24p,23.976p (24,23.976フレーム/秒、1フレーム=1プログレッシブ。）
  - 1280x720/59.94p,50p   (59.94,50フレーム/秒、1フレーム=1プログレッシブ。）
  - 1280x720/24p,23.976p  (24,23.976フレーム/秒、1フレーム=1プログレッシブ。）

1440x1080の場合は地デジの場合と同様、自動的にアナモフィックされ16：9にコンバートされたものが画面に映される。
- SD
  - 720x480/59.94i(4:3/16:9) NTSC
  - 720x576/50i   (4:3/16:9) PAL

## 使用できる音声フォーマット
リニアPCM、AC-3、DTSデジタルサラウンド、ドルビーデジタルプラス、ドルビーデジタルロスレス（Dolby TrueHD）、DTS-HDマスターオーディオ
※AACはサポート対象外。また、DVD-Video／DVD-VRの関係と同様、BDAVでは対象になっているデュアル2chステレオ形式はBDMVでは許容されていない。

## 特徴
映像および音声データの多重化記録フォーマットには、MPEG2システムのMPEG2 TSを採用している。システムの総ビットレートの最大は54Mbps（うち映像ビットレートの最大は40Mbps）となっている。
DVDとの親和性がある「HDMV」（high definition movie mode）と高度なインタラクティブ機能をプログラム可能な「BD-J」（Blu-ray Disc Java）の2つの機能がある。
「BD-J」は欧米のデジタル放送用インタラクティブ規格、MHP、OCAP等で採用されているJava規格をベースに開発された。このため、特定のOSに依存しないで互換性を取ることができる。

## 規格仕様
- BD-ROM Profile 1/Standard Profile
- BD-ROM version 2 Profile 1 version 1.1/Final Standard Profile
  - BONUS VIEW
- BD-ROM version 2 Profile 2/Full Profile
  - BD-Live
- BD-ROM version 2.4
  - Blu-ray 3D